# O.S.C.A.

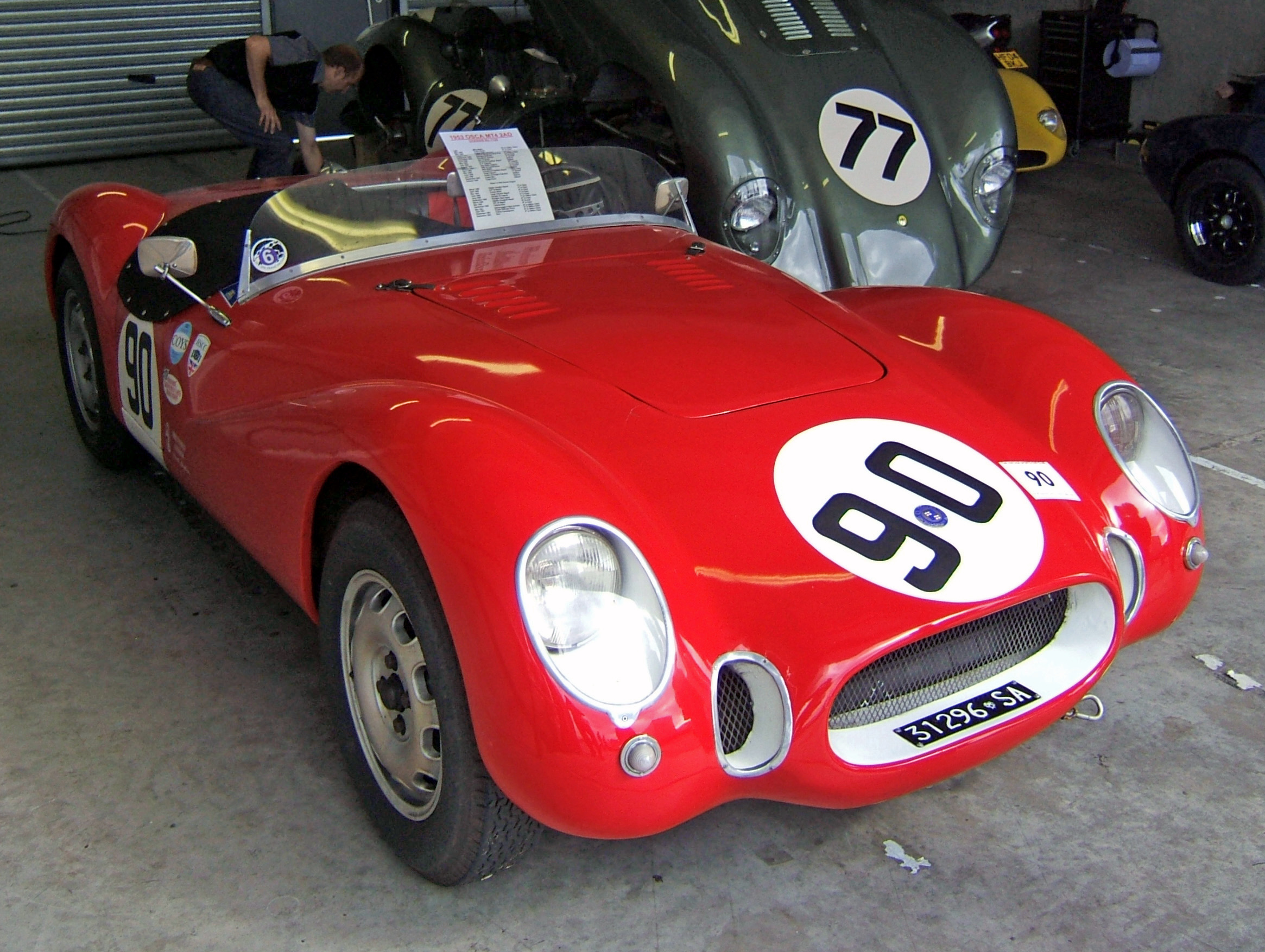
Un OSCA MT4 a Donington Park (2007).

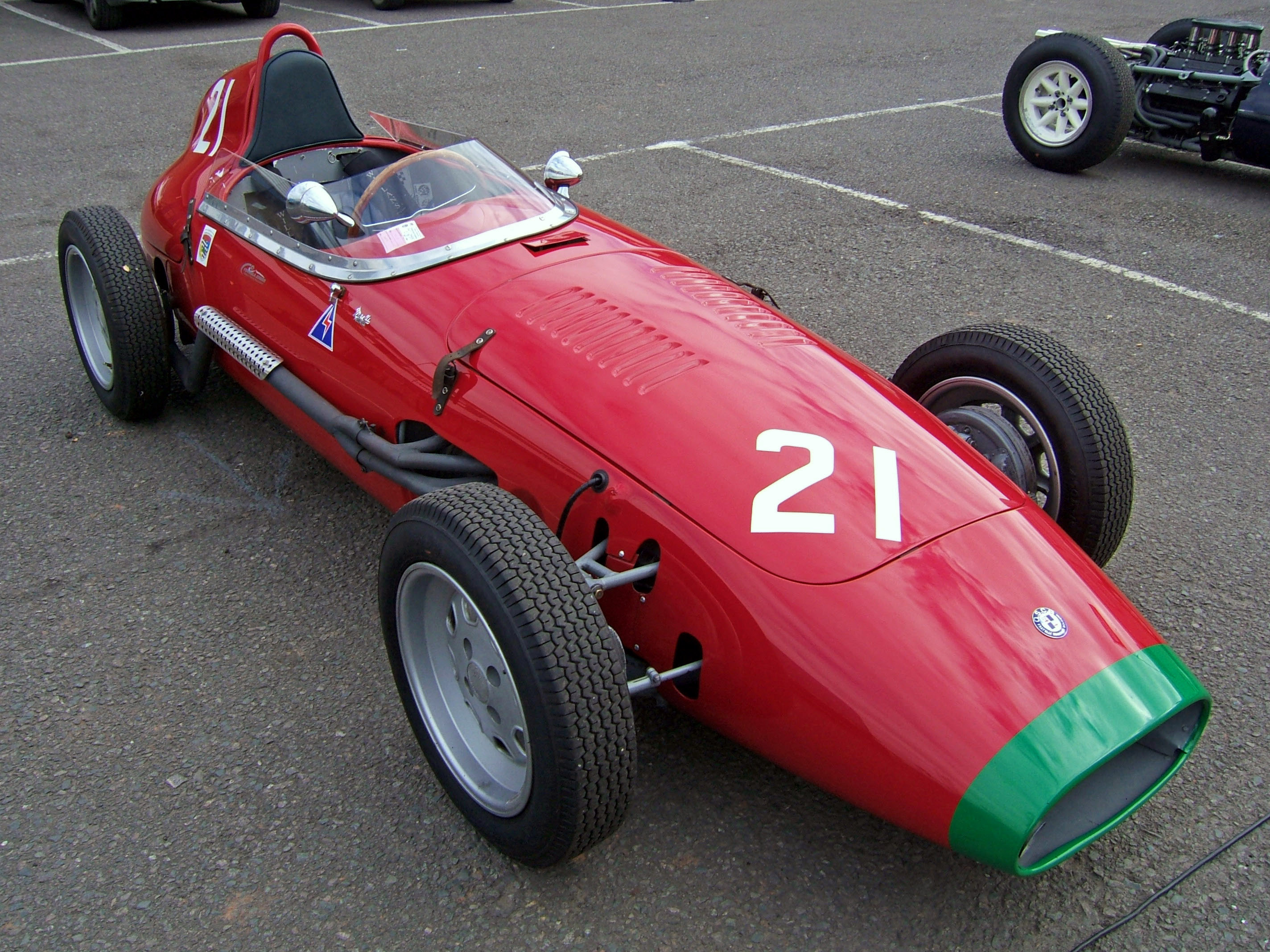
Un OSCA del 1959 a Donington Park (2007).

Officine Specializzate Costruzioni Automobili - Fratelli Maserati SpA normalment anomenada OSCA o O.S.C.A. és un constructor italià de cotxes que va arribar a construir monoplaces per disputar curses a la Fórmula 1.

## Història
O.S.C.A. va ser fundada pels germans Ettore, Bindo i Ernesto Maserati, que van establir-se a San Lazzaro di Saveno, prop de Bolonya.
El seu primer cotxe va ser el MT4, que van anar evolucionant fins a construir cotxes capaços de competir a la F1.
L'any 1963 els germans Maserati es van vendre la companyia a Count Domenico Augusta, propietari de MV Agusta.

## A la F1
A les temporades 1952 i 1953 el campionat de Fórmula 1 i de Fórmula 2 va ser el mateix, disputant alhora les curses per aconseguir més monoplaces corrent i per tant, més espectacle. Això va fer que fabricants petits d'automòbils fessin el pas cap a competir a la F1, sent OSCA un d'ells.
Va haver-hi presència de cotxes O.S.C.A. a les temporades entre 1952 i 1962.